# Hopfenweg
Der Hopfenweg (FAV 041) ist ein Fernwanderweg von Roßtal nach Georgensgmünd in Mittelfranken. Er ist 42 km lang und führt durch das Rangau bis ins Fränkische Seenland. Benannt ist der Weg nach dem Hopfen, der im Hopfenanbaugebiet Spalt eine wichtige Rolle spielt.
Markiert wird der Verlauf mit dem Wegzeichen „grüner Punkt auf weißem Grund“.
Der Wanderweg startet in Roßtal und führt in südlicher Richtung nach Buchschwabach und Rohr ins Fränkische Seenland. Von dort geht es von der Schwabach zur Aurach bei Veitsaurach und Fränkischen Rezat bei Wassermungenau. Über das nördliche Spalter Hügelland geht es nach Spalt und weiter zum Zielort Georgensgmünd.

## Streckenverlauf
- Roßtal (Bahnhof)
- Buchschwabach
- Rohr
- Veitsaurach
- Wassermungenau
- Spalt (Museum HopfenBierGut)
- Georgensgmünd (Bahnhof)